# TLX
TLX‏ (Nuclear receptor subfamily 2 group E member 1) هوَ بروتين يُشَفر بواسطة جين TLX في الإنسان.